# Marseillan (Hautes-Pyrénées)
Marseillan település Franciaországban, Hautes-Pyrénées megyében. Lakosainak száma 267 fő (2022. január 1.). Marseillan Jacque, Bouilh-Péreuilh, Castelvieilh és Chelle-Debat községekkel határos.

## Népesség
A település népességének változása:
| Lakosok száma | 234  | 243  | 253  | 255  | 257  | 260  | 264  | 266  | 267  |
|               | 2013 | 2015 | 2016 | 2017 | 2018 | 2019 | 2020 | 2021 | 2022 |